# Poslední rozkaz
Poslední rozkaz (anglicky „The Last Command“) je krátká sci-fi povídka britského spisovatele Arthura C. Clarka z roku 1963.
Povídka pojednává o posledním rozkazu vrchního velitele ozbrojených sil SSSR, jenž posmrtně prostřednictvím záznamu uděluje ukryté vojenské jednotce neobvyklý rozkaz.
Česky vyšla povídka ve sbírce Směr času (Polaris, 2002) v překladu Josefa Hořejšího.

## Příběh
Vrchní velitel ozbrojených sil hovoří ze záznamu k vojákům. Sděluje jim, že jejich země byla zničena. Nebyli pouze poraženi, nýbrž kompletně rozdrceni. Tato vojenská jednotka je poslední, kterou nepřítel neodhalil, věděl o jejich existenci, ale neznal přesnou polohu. Vojáci se ukrývají na Měsíci a měli fungovat jako odstrašující síla. Velitel jim uděluje poslední rozkaz.
Nepřikazuje jim však zaútočit, ale zničit všechny zbraně, které mají a své dovednosti vložit do obnovy Země. Když je nyní zničena polovina planety, bylo by šílenství zničit i tu druhou.